# 동경 119도
동경 119도(東經119度)는 본초 자오선에서 동쪽으로 119도 떨어진 경선이다. 북극점에서 시작하여 북극해, 아시아, 인도양, 오스트랄라시아, 남극해, 남극을 거쳐 남극점에 이른다.
동경 119도는 서경 61도와 이어져 지구의 둘레를 이룬다.
북극점에서 남극점까지 동경 119도선은 다음 지역을 지나간다.
| 좌표                                                    | 나라, 지역, 해역 | 주석 |
| ------------------------------------------------------- | ---------------- | --- |
| 북위 90° 0′ 동경 119° 0′  / 북위 90.000° 동경 119.000°  | 북극해           | |
| 북위 78° 29′ 동경 119° 0′  / 북위 78.483° 동경 119.000° | 랍테프해         | |
| 북위 73° 7′ 동경 119° 0′  / 북위 73.117° 동경 119.000°  | 러시아           | 사하 공화국 이르쿠츠크주 자바이칼 지방 |
| 북위 49° 59′ 동경 119° 0′  / 북위 49.983° 동경 119.000° | 중화인민공화국   | 내몽골 자치구 |
| 북위 47° 44′ 동경 119° 0′  / 북위 47.733° 동경 119.000° | 몽골             | |
| 북위 46° 47′ 동경 119° 0′  / 북위 46.783° 동경 119.000° | 중화인민공화국   | 내몽골 자치구 허베이성 랴오닝성 허베이성 |
| 북위 39° 12′ 동경 119° 0′  / 북위 39.200° 동경 119.000° | 보하이해         | |
| 북위 37° 56′ 동경 119° 0′  / 북위 37.933° 동경 119.000° | 중화인민공화국   | 산둥성 |
| 북위 37° 38′ 동경 119° 0′  / 북위 37.633° 동경 119.000° | 보하이해         | 라이저우만 |
| 북위 37° 17′ 동경 119° 0′  / 북위 37.283° 동경 119.000° | 중화인민공화국   | 산둥성 장쑤성 안후이성 장쑤성 안후이성 저장성 푸젠성 |
| 북위 24° 56′ 동경 119° 0′  / 북위 24.933° 동경 119.000° | 남중국해         | |
| 북위 10° 27′ 동경 119° 0′  / 북위 10.450° 동경 119.000° | 필리핀           | 팔라완섬 |
| 북위 10° 0′ 동경 119° 0′  / 북위 10.000° 동경 119.000°  | 술루해           | |
| 북위 5° 25′ 동경 119° 0′  / 북위 5.417° 동경 119.000°   | 말레이시아       | 보르네오섬 사바주 |
| 북위 5° 3′ 동경 119° 0′  / 북위 5.050° 동경 119.000°    | 셀레베스해       | 인도네시아 보르네오섬 망칼리핫곶 (북위 1° 1′ 동경 118° 59′  / 북위 1.017° 동경 118.983° ) 바로 동쪽을 지나감                                                            |
| 북위 1° 1′ 동경 119° 0′  / 북위 1.017° 동경 119.000°    | 마카사르 해협    | |
| 남위 2° 37′ 동경 119° 0′  / 남위 2.617° 동경 119.000°   | 인도네시아       | 술라웨시섬 |
| 남위 3° 32′ 동경 119° 0′  / 남위 3.533° 동경 119.000°   | 마카사르 해협    | |
| 남위 5° 24′ 동경 119° 0′  / 남위 5.400° 동경 119.000°   | 자와해           | |
| 남위 6° 20′ 동경 119° 0′  / 남위 6.333° 동경 119.000°   | 플로레스해       | 인도네시아 다도해역 (남위 6° 50′ 동경 119° 0′  / 남위 6.833° 동경 119.000° )을 지나감 인도네시아 상이앙 화산섬 (남위 8° 12′ 동경 119° 0′  / 남위 8.200° 동경 119.000° ) |
| 남위 8° 24′ 동경 119° 0′  / 남위 8.400° 동경 119.000°   | 인도네시아       | 숨바와섬 |
| 남위 8° 45′ 동경 119° 0′  / 남위 8.750° 동경 119.000°   | 숨바 해협        | |
| 남위 9° 27′ 동경 119° 0′  / 남위 9.450° 동경 119.000°   | 인도네시아       | 숨바섬 |
| 남위 9° 38′ 동경 119° 0′  / 남위 9.633° 동경 119.000°   | 인도양           | |
| 남위 20° 2′ 동경 119° 0′  / 남위 20.033° 동경 119.000°  | 오스트레일리아   | 웨스턴오스트레일리아주 |
| 남위 34° 27′ 동경 119° 0′  / 남위 34.450° 동경 119.000° | 인도양           | 오스트레일리아 정부는 이 해역을 남극해의 일부로 본다.[1][2] |
| 남위 60° 0′ 동경 119° 0′  / 남위 60.000° 동경 119.000°  | 남극해           | |
| 남위 66° 55′ 동경 119° 0′  / 남위 66.917° 동경 119.000° | 남극             | 오스트레일리아령 남극 지역, 오스트레일리아가 영유권을 주장한다. |

## 같이 보기
- 동경 118도
- 동경 120도